# Reed Blankenship
Reed Scott Blankenship (Athens, 2 marzo 1999) è un giocatore di football americano statunitense che milita nel ruolo di safety per i Philadelphia Eagles della National Football League (NFL).

## Carriera

### Philadelphia Eagles
Al college Blankenship giocò a football alla Middle Tennessee State University. Dopo non essere stato scelto nel Draft NFL 2022 firmò con i Philadelphia Eagles. Fu uno dei tre rookie non scelti nel Draft di quell'anno a riuscire a entrare nei 53 uomini per l'inizio della stagione regolare, assieme a Josh Sills e Josh Jobe. Debuttò nella NFL nel quinto turno contro gli Arizona Cardinals, facendo registrare 2 tackle nella vittoria per 20–17. Dopo avere giocato principalmente negli special team, Blankenhip giocò significativamente per la prima volta in difesa contro i Green Bay Packers nella settimana 12 al posto dell'infortunato C.J. Gardner-Johnson. In quella partita fece registrare il suo primo intercetto su Aaron Rodgers e guidò la squadra con 6 placcaggi. La sua prima stagione regolare si chiuse con 34 tackle e 2 passaggi deviati in 10 presenze, 4 delle quali come titolare.
Nella prima partita della stagione 2024 Blankenship fece registrare un intercetto e un passaggio deviato su Jordan Love nella vittoria sui Green Bay Packers per 34-29 alla Corinthias Arena di San Paolo, in Brasile.

## Palmarès
- Super Bowl : 1

Philadelphia Eagles: LIX
- National Football Conference Championship: 2

Philadelphia Eagles: 2022, 2024